# سلدونیو آبسو
سلدونیو آبسو (انگلیسی: Celesdonio Abeso؛ زادهٔ ۱۵ اوت ۱۹۹۸) بازیکن فوتبال اهل گینه استوایی است که در پست مهاجم برای باشگاه زورا بازی ‌می‌کند.
وی همچنین در تیم‌های ملی فوتبال زیر ۲۳ سال گینه استوایی و گینه استوایی بازی کرده است.